# 从湄南河到伊洛瓦底江
《从湄南河到伊洛瓦底江》 ，是由吉拉宇·丹特古（Got）、娜塔茹吉·维萨婉（Tang Tang）、唐瓦（Daung）、欣宁·于昂主演的2022年泰缅史诗穿越电视剧。此剧于2022年1月1日至2022年2月6日，每周六至周日播出晚上8点15分在Thai PBS 3播出。

## 剧情简介
Nutchanat（Tangtang 饰）在仰光市中心的一家著名酒店找到了一份助理厨师的工作，并遇到了她的新朋友Zin Zin（Hnin Thway Yu Aung）和行政总厨Pakorn（Got 饰）。有一天，Nutchanat从一家旧书店买来了一本书（缅甸语的《潘吉王子》），她像书中的那样跳舞，然后她梦到她在缅甸的阿瓦宫中度过了两百多年，她还遇到了强行带离大城府的Kunthon公主和Mongkut公主...

## 演员阵容
- 吉拉宇·丹特古（Got）饰演 Pakorn / Upagaung[5][6]
- 娜塔茹吉·维萨婉（Tang Tang）饰演 Nutchanat / Pin
- 唐瓦（Daung）饰演 Maung Sa（英语：Myawaddy Mingyi U Sa）
- 欣宁·于昂 饰演 Zin Zin / Consort Mala
- 塔纳瓦特·斯里瓦塔纳功（Gap）饰演 Chawe Tao Min / Phra Maha Viceroy [7]

## 獲獎與提名列表
| 年度   | 頒獎典禮                  | 獎項             | 入圍者                   | 結果   |
| ------ | ------------------------- | ---------------- | ------------------------ | ------ |
| 2023年 | 19th Kom Chad Luek Awards | 最佳電視劇       | 《从湄南河到伊洛瓦底江》 | 提名   |
| 2023年 | 19th Kom Chad Luek Awards | 最佳社會創作劇集 | 《从湄南河到伊洛瓦底江》 | 提名   |
| 2023年 | NineEntertain Awards 2023 | 年度最佳戲劇     | 《从湄南河到伊洛瓦底江》 | 獲獎   |
| 2023年 | 第37屆泰國電視金獎        | 最佳藝術創作     | 《从湄南河到伊洛瓦底江》 | 提名   |
| 2023年 | 第37屆泰國電視金獎        | 最佳電視劇       | 《从湄南河到伊洛瓦底江》 | 提名   |
| 2023年 | 第37屆泰國電視金獎        | 最佳導演         | 查猜·卡特努特            | 提名   |
| 2023年 | 第37屆泰國電視金獎        | 最佳男主角       | 吉拉宇·丹特古            | 提名   |
| 2023年 | 第37屆泰國電視金獎        | 最佳男配角       | 唐瓦                     | 提名   |
| 2023年 | 第14屆泰國皇家戲劇獎      | 最佳電視劇       | 《从湄南河到伊洛瓦底江》 | 獲獎   |
| 2023年 | 第14屆泰國皇家戲劇獎      | 最佳劇本         | 《从湄南河到伊洛瓦底江》 | 待公布 |
| 2023年 | 第14屆泰國皇家戲劇獎      | 最佳導演         | 查猜·卡特努特            | 待公布 |